# Medina (film)
 For alternative betydninger, se Medina (flertydig). (Se også artikler, som begynder med Medina)
|  | Denne artikel er oprettet af botten PalnaBot ud fra en ekstern database. Den kan derfor have sproglige fejl eller mangler. Denne skabelon kan fjernes efter kontrol af indholdet. |

Medina er en film instrueret af Omar Shargawi efter manuskript af Omar Shargawi.

## Handling
Yusif, der er halvt dansker og halvt araber, ankommer, et sted i Mellemøsten, til byen Medina - sammen med sin gravide danske hustru, Sarah. Yusif vil med sin hustru starte et nyt liv i sin fars hjemby. Han er overbevist om, at det er her han hører til og at lykken venter forude. Men kort efter ankomsten, bliver Yusif uforsætligt skyld i en tiggerdrengs død. Sarah og Yusif får tæsk af gadens folk. Hun aborterer. Han sættes i fængsel for mord. Det eneste, der holder Yusifs mod oppe i det arabiske fængsel, er tanken om at se Sarah igen og troen på Gud. Men da han indser, at han skal sidde i et hul resten af livet, mister han til sidst tålmodigheden, troen og håbet. Alt hvad han sidder tilbage med i sin mørke celle, er skuffelse og vrede mod den Skaber, som han før satte al sin lid til. Da Yusif endeligt slipper fri fra fængslet i forbindelse med et fangeoprør, er han alt andet end den Yusif, der i sin tid ankom til Medina med sin smukke gravide hustru.